# Exomalopsis callura
Exomalopsis callura är en biart som beskrevs av Cockerell 1912. Exomalopsis callura ingår i släktet Exomalopsis och familjen långtungebin. Inga underarter finns listade i Catalogue of Life.